# Ministère des Infrastructures et Travaux publics
Ne doit pas être confondu avec le Ministère des Infrastructures et des Travaux publics de Guinée
 (février 2025).
La mise en forme du texte ne suit pas les recommandations de Wikipédia : il faut le « wikifier ».
Les points d'amélioration suivants sont les cas les plus fréquents. Le détail des points à revoir est peut-être précisé sur la page de discussion.
- Les titres sont pré-formatés par le logiciel. Ils ne sont ni en capitales, ni en gras.
- Le texte ne doit pas être écrit en capitales (les noms de famille non plus), ni en gras, ni en italique, ni en « petit »…
- Le gras n'est utilisé que pour surligner le titre de l'article dans l'introduction, une seule fois.
- L'italique est rarement utilisé : mots en langue étrangère, titres d'œuvres, noms de bateaux, etc.
- Les citations ne sont pas en italique mais en corps de texte normal. Elles sont entourées par des guillemets français : « et ».
- Les listes à puces sont à éviter, des paragraphes rédigés étant largement préférés. Les tableaux sont à réserver à la présentation de données structurées (résultats, etc.).
- Les appels de note de bas de page (petits chiffres en exposant, introduits par l'outil «  Source ») sont à placer entre la fin de phrase et le point final[comme ça].
- Les liens internes (vers d'autres articles de Wikipédia) sont à choisir avec parcimonie. Créez des liens vers des articles approfondissant le sujet. Les termes génériques sans rapport avec le sujet sont à éviter, ainsi que les répétitions de liens vers un même terme.
- Les liens externes sont à placer uniquement dans une section « Liens externes », à la fin de l'article. Ces liens sont à choisir avec parcimonie suivant les règles définies. Si un lien sert de source à l'article, son insertion dans le texte est à faire par les notes de bas de page.
- La présentation des références doit suivre les conventions bibliographiques. Il est recommandé d'utiliser les modèles {{Ouvrage}}, {{Chapitre}}, {{Article}}, {{Lien web}} et/ou {{Bibliographie}}. Le mode d'édition visuel peut mettre en forme automatiquement les références.
- Insérer une infobox (cadre d'informations à droite) n'est pas obligatoire pour parachever la mise en page.

Pour une aide détaillée, merci de consulter Aide:Wikification.
Si vous pensez que ces points ont été résolus, vous pouvez retirer ce bandeau et améliorer la mise en forme d'un autre article.
Le Ministère d’État des Infrastructures et Travaux publics est un ministère de la république démocratique du Congo. Chargé des infrastructures et les travaux publics, c'est notamment le ministère chargé du réseau routier de RDC,.

## Attributions
Les attributions du ministère sont définies par Ordonnance n°17/025 du 10 juillet 2020.

- La gestion du patrimoine immobilier du domaine public de l’État ainsi que tous les équipements y relatifs.
- L’expertise et la contre-expertise des études, des travaux et des biens mobiliers.
- La conception, la construction, l’aménagement et l’entretien des ouvrages à caractère national de drainage et d’assainissement.
- La préparation, la passation, le contrôle et la surveillance des marchés publics relatifs aux études et aux travaux de génie civil financés par le Gouvernement et les partenaires extérieurs.
- La surveillance et le contrôle technique et financier des études et des travaux en régie et à l’entreprise.
- La promotion des matériaux et des techniques de construction.
- L’enregistrement et l’agrément des entreprises, bureaux d’études et des indépendants du secteur de la construction.
- L’inventaire, l’analyse et l’interprétation des données sur les infrastructures et les équipements.

## Liste des ministres[6]
- Alphonse Ilunga (1960)
- Joseph Masanga (1960-1961)
- Alphonse Ilunga (1961-1962)
- Albert Delvaux (1962-1963)
- Jules Léon Kodicho (1964-1965)
- Albert Delvaux (1965)
- Jean Bolikango (1965-1966)
- Alphonse Ilunga (1968-1969)
- Alexis Tambwe Mwamba (1994-1997)
- Loteta Dimandja (1997)
- Étienne Mbaya (1997) - ministère des travaux d'urgence
- Gustave Bishikuabo Kubaka (1997-1998)
- Anatole Tshumbala Bishikwabo (1998-1999)
- Yagi Sitolo (1999)
- José Endundo Bonange (2003)
- José Makila (2003-2005)
- Pierre Lumbi Okongo (2005-2010)
- Fridolin Kasweshi Misoka (2010-2016)
- Thomas Luhaka (2016-2019)
- Willy N'Goopos Sunzhel (2019-2021)
- Alexis Gizaro Muvuni (20201 - ....)